# بایرن-اشتراوبینگ

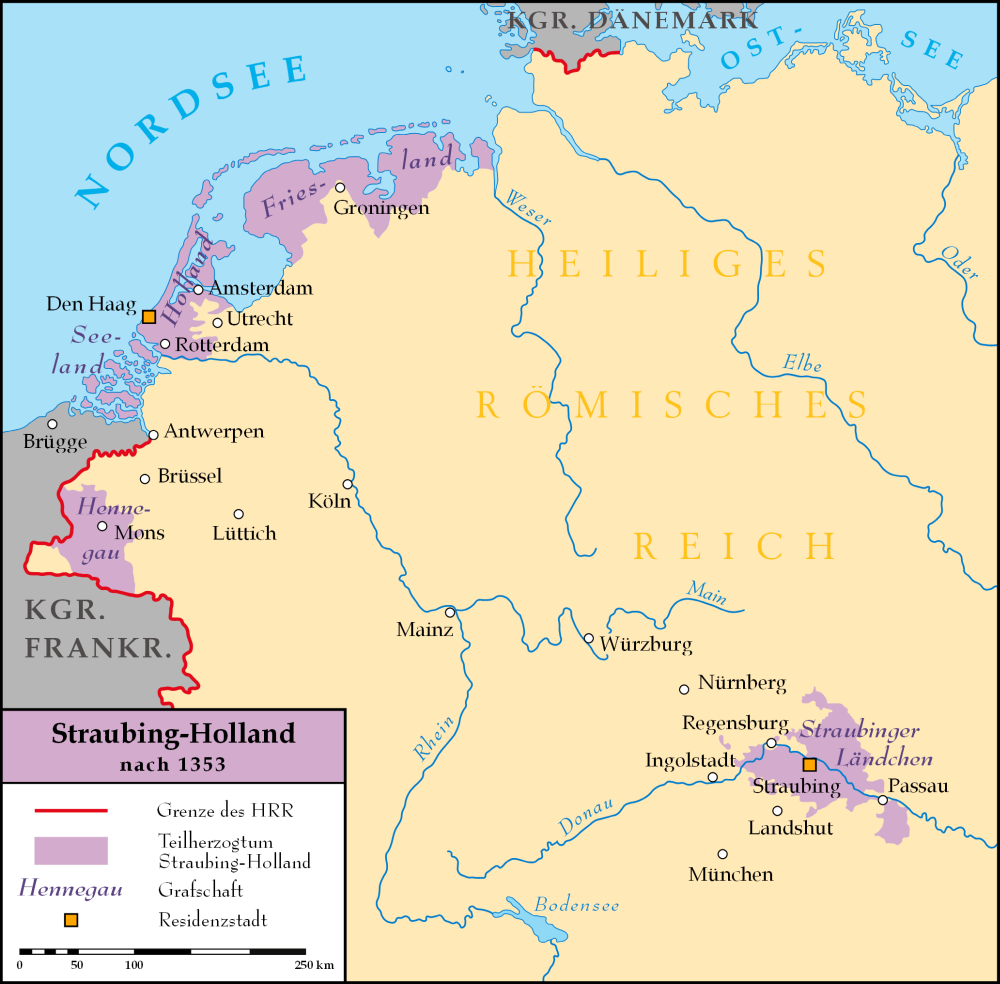
سرزمین‌های پراکندۀ بایرن-اشتراوبینگ

نماد ملی دوک‌های بایرن-اشتراوبینگ-هلند

بایرن-اشتراوبینگ نشان دهندۀ میراث سرزمینی پراکنده تحت خاندان ویتلزباخ است که میان سالهای ۱۳۵۳ تا ۱۴۳۲ دوک‌هایی مستقل بر آن فرمانروایی می‌کردند. نقشه‌ای (تصویری) از مرزبوم‌‌ (سرزمین‌های اطراف مرز) و نقاط دور افتادۀ امپراتوری مقدس روم موجود هست که تکه تکه شدن این زمین‌ها را به طور روشن به تصویر می‌کشد، سرزمین‌هایی که حق اولویت نخستین فرزند آن هیچگاه از کسب نشد. در سال ۱۳۴۹، پس از مرگ امپراتور لودویگ چهارم، امپراتور مقدس روم، پسرش سرزمین‌های بایرن را یکبار دیگر بدین ترتیب سهم‌بندی کرد: بایرن سفلی به استفان دوم (مرگ در سال ۱۳۷۵)، ویلیام (مرگ در سال ۱۳۸۹) و آلبرت (مرگ در سال ۱۴۰۴) واگذار شد. در سال ۱۳۵۳ بایرن سفلی به دو بخش بایرن-لاندسهوت و بایرن-اشتراوبینگ جدا شد و ویلیام و آلبرت بخش‌هایی از بایرن سفلی را با مرکزیت اشتراوبینگ و حقوق سرزمینی هاینوت و هلند به ارث بردند، بنابرین دوک‌های بایرن-اشتراوبینگ همچنین کنت‌های هاینوت، کنت‌‌های هلند و زیلاند نیز به شمار می‌آمدند.
در سال ۱۴۲۵، با مرگ دوک ژان سوم، نسل مردان خاندان دوک‌های اشتراوبینگ منقرض شد و سپس در سال ۱۴۲۹ اراضی‌اش میان دوک‌های بایرن-مونیخ، بایرن-لاندسهوت و بایرن-اینگولشتات تحت حکمیت امپراتور سهم‌بندی شد.

## دوک‌های بایرن-اشتراوبینگ
- دونفری، تحت نظر ویلیام یکم و آلبرت یکم میانۀ سالهای ۱۳۴۷ تا ۱۳۸۸
- آلبرت یکم از هلند میانۀ سالهای ۱۳۹۹ تا ۱۴۰۴
- دونفری میان آلبرت دوم و آلبرت دوم میانۀ سالهای ۱۳۸۹ تا ۱۳۹۷
- ویلیام دوم از سال ۱۴۰۴ تا ۱۴۱۷
- ژان دوم از سال ۱۴۱۸ تا ۱۴۲۵ که با
- ژاکلین، کنت هاینوت از سال ۱۴۱۷ تا ۱۴۳۲، بر سر آن مناقشه داشت.

پس از کشمکش جانشینی میان ژاکلین و عمویش ژان دوم، بایرن-اشتراوبینگ میان بایرن-اینگولشتات، بایرن-لاندسهوت و بایرن-مونیخ تقسیم شد.

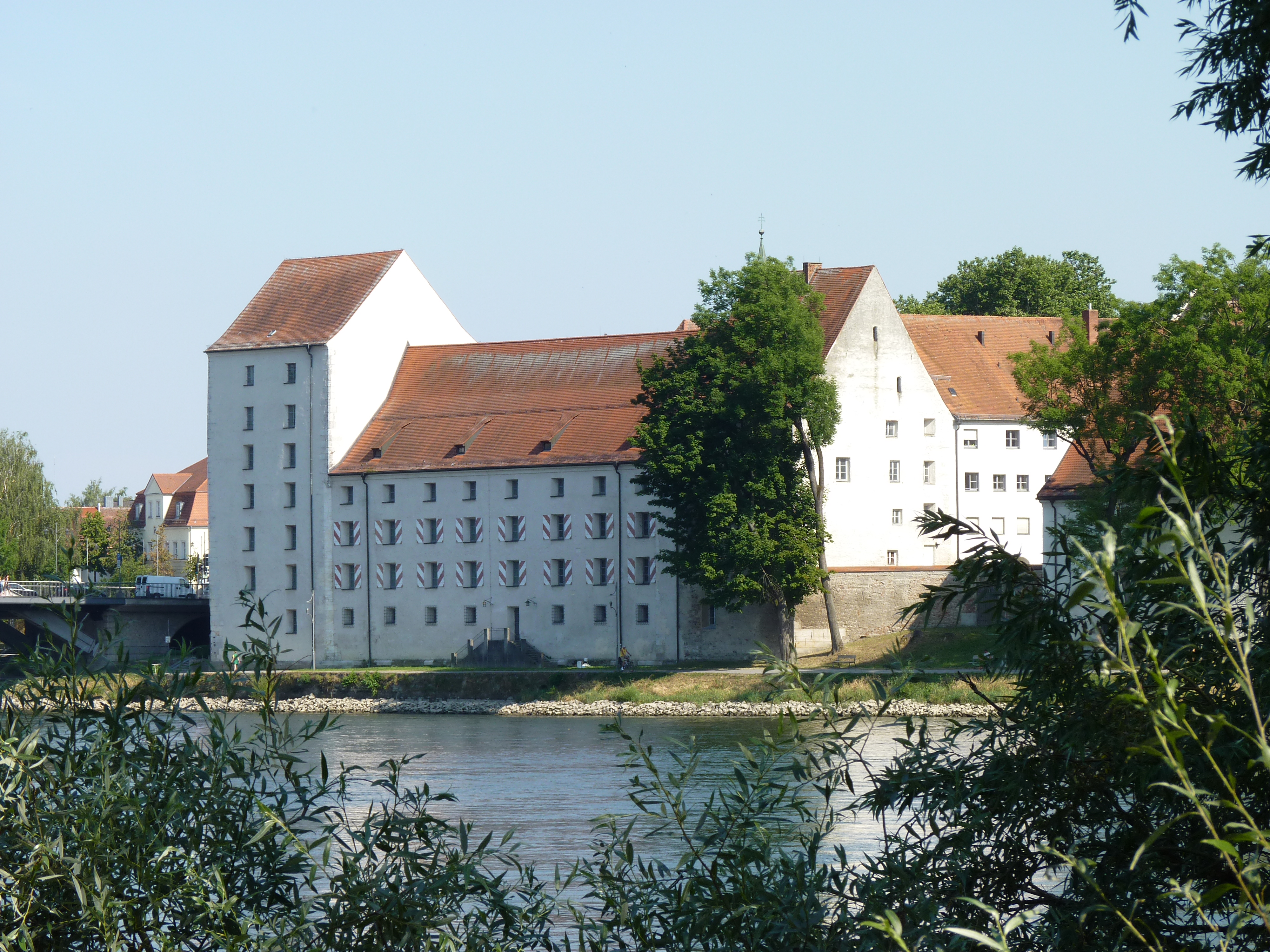
سرای اشتراوبینگ، بایرن
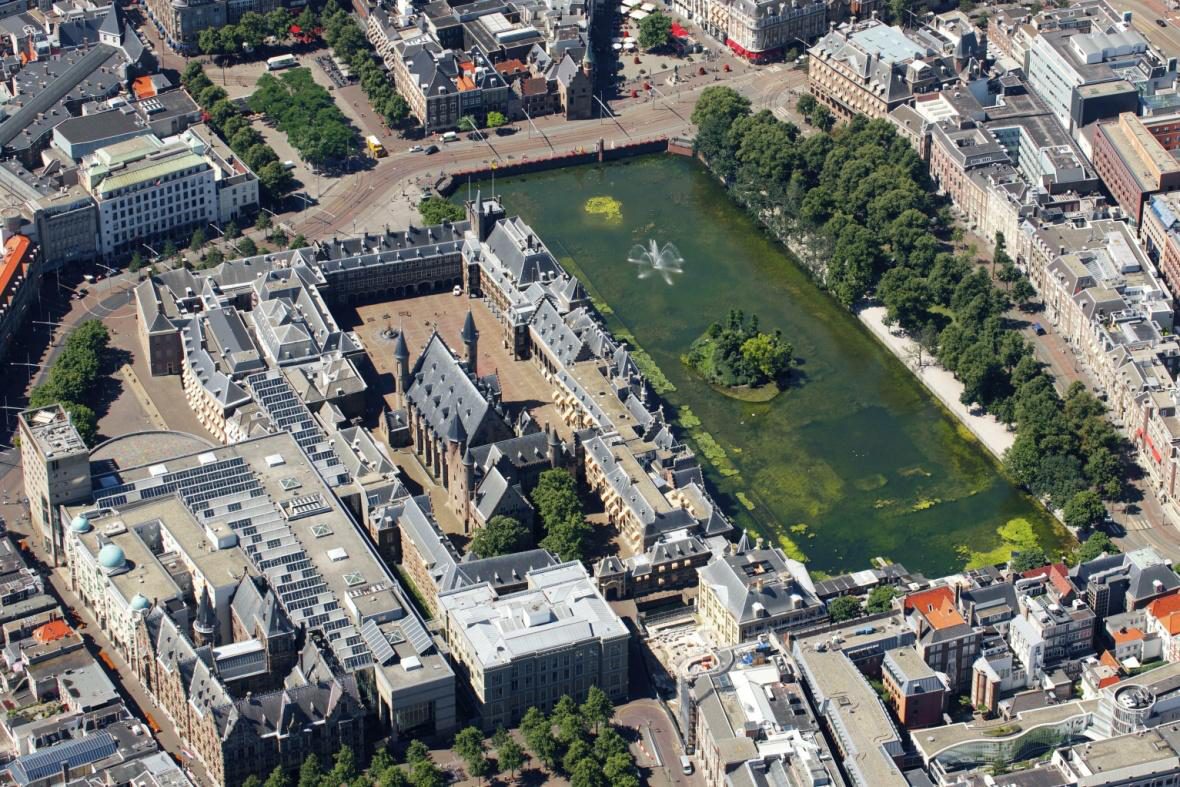
بینه‌هوف (حیاط), دِن‌هاگ, هلند
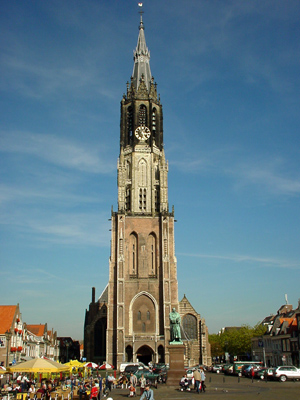
کلیسای نو، ساخته شده تحت پادشاهی آلبرت یکم، دوک بایرن-اشتراوبینگ-هلند